# 小行星5102
小行星5102（5102 Benfranklin）是一颗绕太阳运转的小行星，为主小行星带小行星。该小行星于1986年9月2日发现。

## 轨道参数
小行星5102的轨道半长轴为2.7981635 UA，离心率为0.198。